# Haukur Tómasson

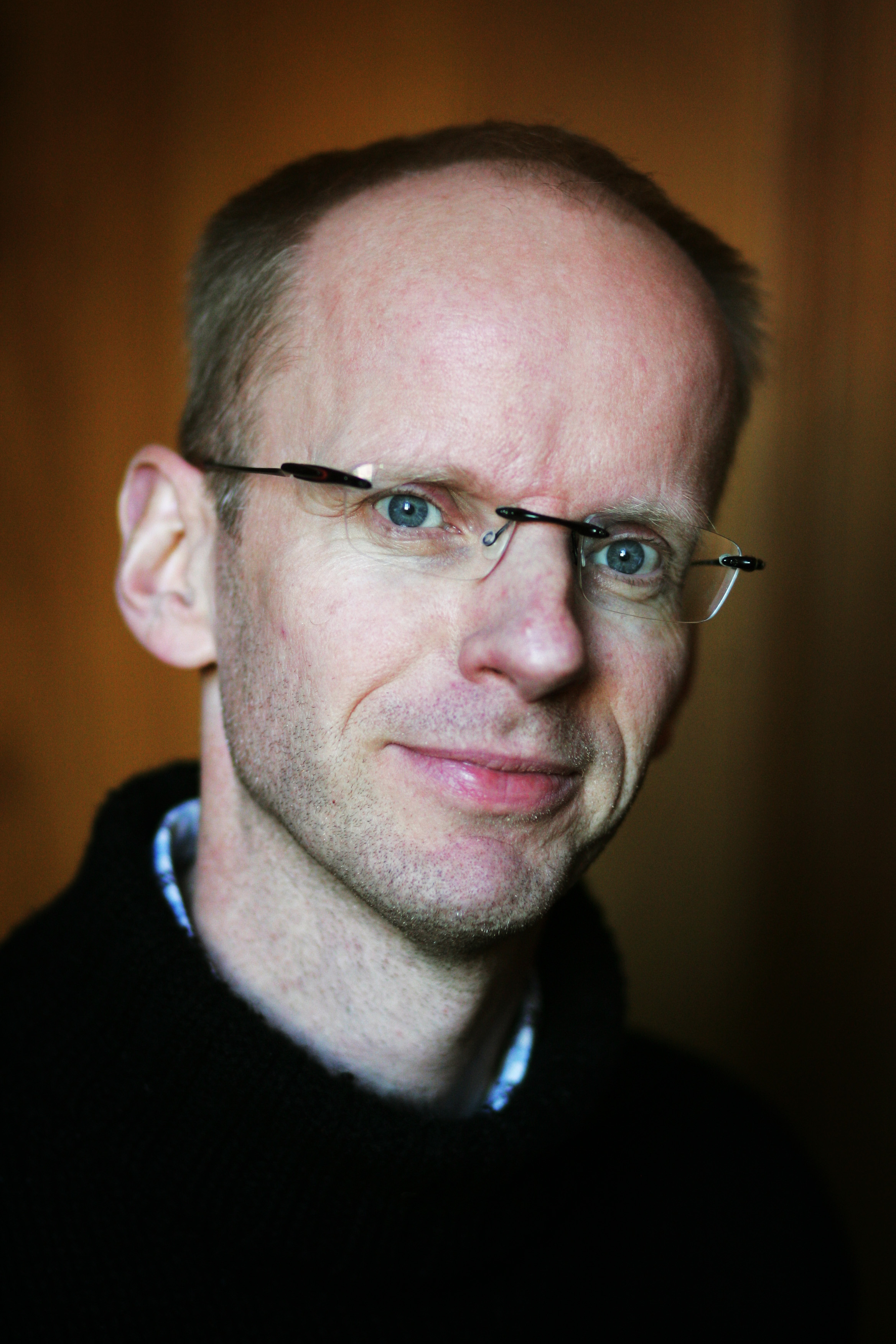
Haukur Tómasson

Haukur Tómasson (Reykjavik, 1960) is een IJslands componist.
Haukur (in IJsland is de voornaam belangrijker dan de achternaam) heeft zijn muzikale opleiding genoten aan vervolgens de Universiteit van Reykjavik afdeling muziek, Muziekhogeschool in Keulen, Sweelinck Conservatorium en de Universiteit van Californië – San Diego. Hij kreeg daar onderwijs van Þorkell Sigarbjörnsson, Atli Heimir Sveinsson, Ton de Leeuw, Roger Reynolds en Brian Ferneyhough. 
Hoewel hij op het geïsoleerde IJsland woont heeft hij inmiddels internationale erkenning gekregen voor zijn composities. Als gevolg daarvan heeft hij ook een aantal opdrachten gekregen voor het schrijven van nieuwe werken.

## Composities
- 1987 Oktet
- 1988 Eco del passato (fluit/klavecimbel)
- 1988 Ether (cello)
- 1990 Offspring (orkest)
- 1991 Contempted convergence (blaaskwintet)
- 1992 Spíral voor ensemble
- 1993 Trio Animato (klarinet of altviool, cello, contrabas)
- 1993 Annual Ring voor ensemble of orkest
- 1993 Strati (orkest)
- 1996 Guđruns vierde lied (opera)  
  - 1996 Songs of Guđrun (twee liederen uit de opera)
  - 1996 Songs of Guđrun (drie liederen voor sopraan en orkest)
- 1997 Stemma voor ensemble
- 1997 Pianotrio
- 1997 Fluitconcert nr. 1
- 1997 Concert voor viool en kamerorkest
- 1998 Long Shadow voor diverse samenstellingen strijkensemble of strijkkwartet;
- 1998 Magma (orkest)
- 1999 Big Numbers (sopraan en kamerensemble)
- 1999 Kópia (zeven spelers)
- 2000 Pendulum (cello)
- 2000 Dance to dreams (orkest)
- 2000 Fabella voor ensemble
- 2001 Spring chicken (klarinet)
- 2001 Fluitconcert nr. 2 (voor Sharon Bezaly)
- 2002 Skíma (contrabasconcert)
- 2003 Broken chords (piano)
- 2003 Strijkkwartet
- 2003/4 String voor ensemble
- 2004 Joy (koor a capella)
  - 2004 Joy (sopraan, klarinet en orgel, 2007)
- 2004 Ardente (orkest)
- 2005 Vetrarkvíđi (fluit, klarinet, piano, percussie, viool, cello en elektronica)
- 2005 Landscape with time (koor en 8 musici)
- 2006 Par
- 2006 Reactio (accordeon en contrabas)
- 2007 Hoboconcert (Sér hún upp koma)
- 2007 Niđur, Þytur, brak (sopraan, accordeon en percussie)
- 2007 Hún en vorid (stem en piano)
- 2007 Festingin (stem en piano)

- Bibsys: 9076035
- Gemeinsame Normdatei: 12437252X
- International Standard Name Identifier: 0000 0000 5463 7067
- Library of Congress Control Number: nr97040822
- MusicBrainz: 184249db-6fa3-44e1-a753-5d40df7af33f
- Système universitaire de documentation: 098795368
- Virtual International Authority File: 35387841
- WorldCat: E39PBJt8hGpm6KpvTDJxHggkDq